# HD 102272 b
HD 102272 b는 사자자리 방향으로 지구로부터 약 1,200 광년 떨어진 곳에 있는 항성 HD 102272 주위를 도는, 외계 행성이다. 2008년 분광형 K의 오렌지색 거성 HD 102272 주변에서 발견되었다. 발견에는 미국 맥도날드 천문대의 하비-에버리 망원경을 사용, 도플러 분광법을 응용했다. 발견 사실은 2008년 6월 공고 되었다.

## 같이 보기
- HD 102272 c